# عصب صفني خلفي
العصب الصفني الخلفي (بالإنجليزية: Posterior scrotal nerves)‏ هو عصب يتَفرعُ من العصب العجاني. يُقابله العصب الشفري الخلفي في الإناث.